# Боснийский вилайет
Боснийский вилайет (тур. Bosna Vilayeti, серб. Босански вилајет, сербохорв. Vilajet Bosna / Вилаjет Босна, босн. Vilajet Bosna) — вилайет Османской империи, в состав которого входила почти вся территория современной Боснии и Герцеговины (в конце XIX века его площадь составляла примерно 46 тысяч км²). Образован в 1867 году вместо Боснийского эялета. Де-факто существовал всего 11 лет до оккупации Боснии и Герцеговины австро-венгерскими войсками в 1878 году,  де-юре упразднён только в 1908 году.

## Административно-территориальное деление
- Баня-Лукский санджак
- Бихачский санджак
- Боснийский санджак
- Герцеговинский санджак
- Зворницкий санджак
- Травникский санджак

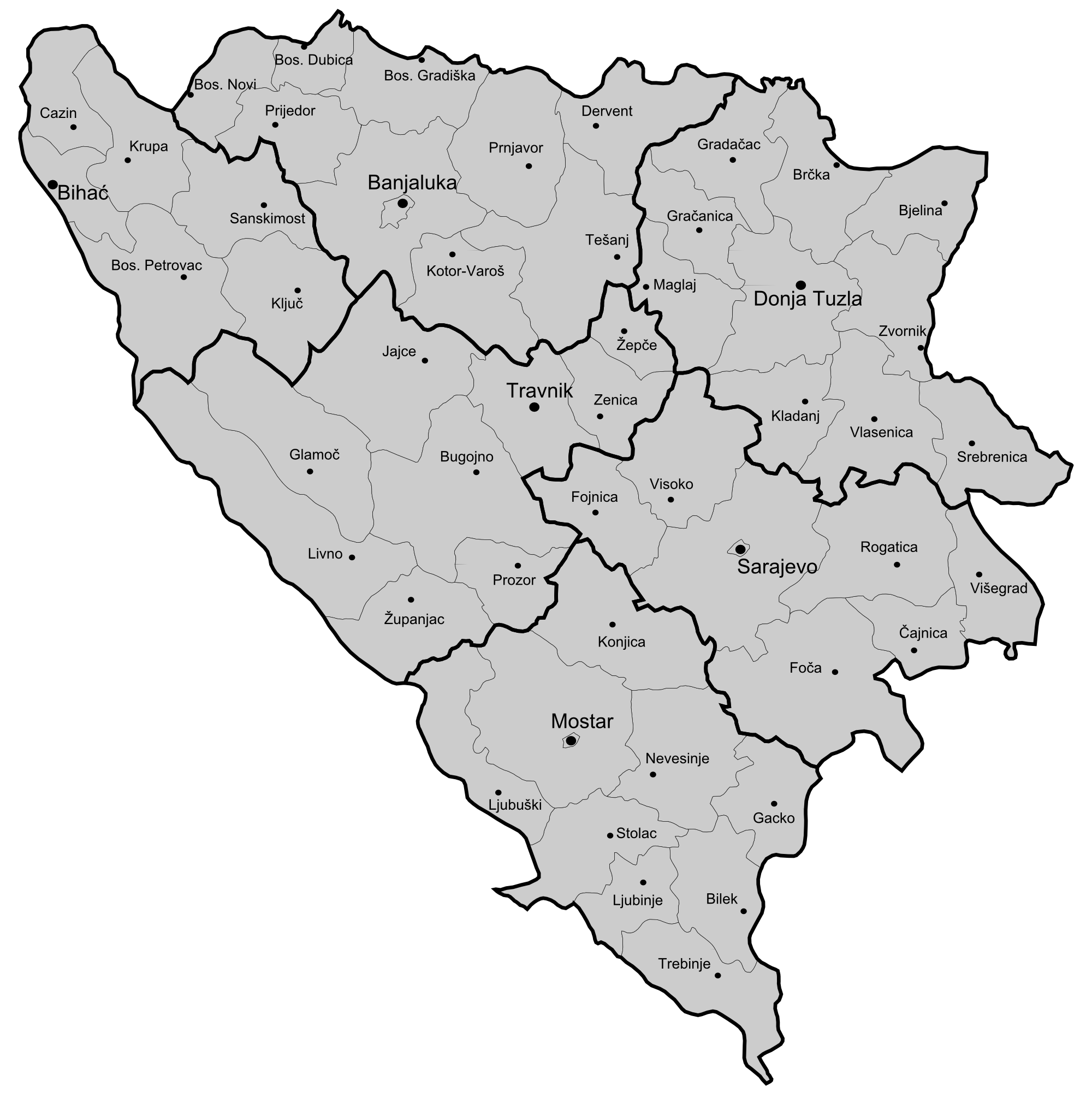
Карта административного деления Боснийского вилайета на 1895 год

- Ново-Пазарский санджак (в 1877 году вошёл в состав Косовского вилайета.

## Правители
- Шериф Осман-паша
- Сафвет-паша
- Акиф Мехмед-паша
- Мехмед Асим-паша
- Мехмед Рашид-паша
- Мустафа Асим-паша
- Дервиш Ибрахим-паша
- Ахмед Хамди-паша
- Реуф-паша
- Ибрахим-паша
- Мехмед Назиф-паша